# Hugues IV de Vers
Hugues de Vers ou Hugues IV ( ? – 1352) fut abbé de l'abbaye Saint-Pierre de Corbie au début de la Guerre de Cent Ans.

## Biographie

### Un administrateur avisé
Hugues IV de Vers, profès à l'abbaye de Corbie, était le petit-neveu d'Hugues III de Vers, abbé de Corbie de 1269 à 1287. Il fut prévôt de Bus-en-Santerre où il montra ses capacités de gestionnaire. C’est ce qui amena les moines de Corbie à l’élire abbé, les finances de l’abbaye étant en piteux état à la mort de l'abbé Henri de Villers.
Hugues de Vers parvint à épurer les dettes de l'abbaye et à accroître son domaine. Il institua un synode annuel et chargea l'official de visiter tous les bénéficiers de l'abbaye.
En 1334, il acheta à un certain Gérard de Comainguel, la moitié de la pêche sur la Somme avec droit de pêche trois jours et demi par semaine. Il fit agrandir les fermes de l'abbaye à Aubigny, Belle, Gailly, Hamelet, Vers et Wagny.
Il entreprit de terminer la construction du cloître de l'abbaye resté inachevé, notamment les côtés ouest et sud, le portail d'accès et les voûtes. Les travaux furent achevés en 1347-1348.

### Un homme de guerre
En 1328, Hugues de Vers se rendit avec ses vassaux en armes, sous les murs d'Arras, le roi Philippe VI de Valois ayant décidé de venir au secours du comte de Flandre Louis Ier, chassé de ses États par ses sujets révoltés.
En 1340, après la bataille de l’Écluse où la flotte française fut anéantie par la flotte anglaise, Édouard III fit le siège de Cambrai, Philippe VI de Valois rassembla des troupes en Artois. Hugues de Vers, en tant que chevalier banneret, y fut présent avec cinq chevaliers et 36 écuyers. En 1346, il participa à la bataille de Crécy à la tête de 500 hommes à cheval.
Après la cuisante défaite française de Crécy, Hugues de Vers entreprit de renforcer les fortifications de la ville de Corbie en faisant réparer les remparts, construire douze tourelles, creuser de nouveaux fossés et en dotant la ville d’artillerie « grosse » et « menue ».

### Un homme de confiance du roi de France
Le 6 juin 1329, l'abbé de Corbie était présent lors de l’hommage rendu par Édouard III à Philippe VI de Valois dans la cathédrale Notre-Dame d’Amiens. En 1331, il assista au lit de justice qui condamna Robert III d'Artois au sujet de ses droits à la succession de l'Artois .
Le 23 août 1346, Philippe VI de Valois exempta l’abbé de Corbie du service en armes et en chevaux. Après le désastre de la bataille de Crécy, le roi de France remania son gouvernement. En novembre 1346, il nomma au conseil les abbés de Corbie, de Saint-Denis et de Marmoutier. Hugues de Vers fut nommé président de la Chambre des comptes de Paris. Sa politique fut de réunir de l'argent par tous les moyens pour financer la poursuite de la guerre : confiscation des biens des usuriers lombards, des clercs vivant hors du royaume et la gabelle, dont la suppression avait été promise aux états généraux du printemps 1346, fut maintenue... Etant parvenu à faire traverser au roi la passe difficile de l'après défaite, le gouvernement des trois abbés se retira à l'été 1347.
En 1348, un différend opposa l'évêque et le chapitre cathédral d'Amiens d'une part et le mayeur et les échevins, d'autre part, au sujet de la construction de nouveaux fossés et remparts à Amiens. Hugues de Vers et Bernard de Moreuil furent chargés par le fils aîné du roi (le futur roi Jean II le Bon) d'examiner l'affaire et de régler le différend, ce qui fut fait le 20 avril 1348.
Dans son testament du 23 juin 1347, Philippe VI de Valois faisait d'Hugues de Vers l’un de ses exécuteurs testamentaires. Le roi mourut le 22 août 1350. Hugues de Vers le suivit dans la tombe, le 23 août 1352, il fut inhumé dans l'église abbatiale de Corbie.